# L'irresistibile (film 1926)
L'irresistibile (Kid Boots) è un film del 1926 diretto da Frank Tuttle, basato sul musical portato a Broadway nel 1923 scritto da William Anthony McGuire e Otto Harbach. Prodotto da Florenz Ziegfeld, Jr., la commedia musicale restò in scena per ben 489 recite, debuttando il 31 dicembre 1923 e chiudendo i battenti dopo più di un anno il 21 febbraio 1925. Tra gli interpreti di Broadway, Eddie Cantor che riprese il suo ruolo anche sullo schermo, e Mary Eaton.
Questo è il film d'esordio di Eddie Cantor.

## Trama
Big Boyle si trova, in compagnia di Clara McCoy, in un negozio di abbigliamento, dove il commesso, "Kid" Boots, lo serve così male che egli promette di vendicarsi. Kid Boots, dopo aver avuto modo di approfondire la conoscenza di Clara, inseguito da Big Boyle, trova rifugio nell'auto di Tom Sterling.
Tom sta attendendo, di lì a pochi giorni, una sentenza di divorzio dalla moglie Carmen, ma, poiché egli intanto è venuto in possesso di una somma milionaria, l'avvocato di Carmen cerca di argomentare che la coppia non è veramente separata, così da dar modo alla sua assistita di usufruirne. All'avvocato è sufficiente dimostrare che Tom e Carmen trascorrono, da soli, dei momenti di intimità.
Perciò Tom, per far perdere le proprie tracce, si fa assumere come istruttore di golf presso un resort di campagna, con Kid Boots come caddie. Qui Tom si innamora, ricambiato, di Eleanor, la figlia del proprietario, ma Clara e il suo avvocato lo rintracciano. Dal canto suo, Kid Boots reincontra Clara, e fra i due si sviluppa una storia sentimentale, mentre Big Boyle, in qualità di fisioterapista, maltratta Kid Boots.
Carmen intende insinuarsi nottetempo nella camera di Tom, per far vedere, come il suo avvocato andrà sostenendo durante l'ultima udienza del processo di divorzio, che dovrà avvenire l'indomani, che fra lei e il marito c'è ancora intimità. Ma, per una serie di circostanze nel letto di Tom si troverà, quella notte, Kid Boots, come constata Clara. La loro testimonianza è dunque necessaria al processo, per smentire le affermazioni dell'avvocato di Carmen.
Kid Boots e Clara hanno pochissimo tempo per presentarsi in aula, e, dopo aver tentato invano di servirsi di un aereo da turismo, con ancora i paracaduti sulle spalle finiscono col percorrere in tutta fretta, a cavallo, un impervio sentiero montuoso popolato da giaguari. All'ultimo minuto si paracadutano sul tribunale. Il matrimonio di Tom e Carmen è dichiarato sciolto, e Kid Boots e Clara si sposano.

## Produzione
Il film fu prodotto dalla Famous Players-Lasky Corporation.

## Distribuzione
Presentato da Jesse L. Lasky e Adolph Zukor, il film fu distribuito dalla Paramount Pictures nei cinema statunitensi il 4 ottobre 1926, mentre uscì nelle sale italiane l'anno successivo.